# Długokąty
Długokąty [pronunciación en polaco: /dwuɡɔˈkɔntɨ/] es un pueblo ubicado en el municipio (gmina) de Puszcza Mariańska, en el condado de Żyrardów, voivodato de Mazovia, Polonia. Según el censo de 2011, tiene una población de 234 habitantes.
Está situado aproximadamente a 3 kilómetros al suroeste de Puszcza Mariańska, a 13 kilómetros al suroeste de Żyrardów y a 55 kilómetros al suroeste de Varsovia.